# ديفيد ألين سيبلي
ديفيد ألين سيبلي (بالإنجليزية: David Allen Sibley)‏ هو عالم طيور وعالم حيوانات أمريكي، ولد في 1962 في بلاتسبورغ في الولايات المتحدة.